# Гайленд (Каліфорнія)
Гайленд (англ. Highland) — місто (англ. city) в США, в окрузі Сан-Бернардіно штату Каліфорнія. Населення — 56 999 осіб (2020).

## Географія
Гайленд розташований за координатами 34°6′40″ пн. ш. 117°9′53″ зх. д. / 34.11111° пн. ш. 117.16472° зх. д. (34.111242, -117.164746).  За даними Бюро перепису населення США в 2010 році місто мало площу 48,92 км², з яких 48,58 км² — суходіл та 0,35 км² — водойми.

### Клімат
| Клімат : Гайленд      | Клімат : Гайленд | Клімат : Гайленд | Клімат : Гайленд | Клімат : Гайленд | Клімат : Гайленд | Клімат : Гайленд | Клімат : Гайленд | Клімат : Гайленд | Клімат : Гайленд | Клімат : Гайленд | Клімат : Гайленд | Клімат : Гайленд | Клімат : Гайленд |
| Показник              | Січ.             | Лют.             | Бер.             | Квіт.            | Трав.            | Черв.            | Лип.             | Серп.            | Вер.             | Жовт.            | Лист.            | Груд.            | Рік              |
| Середній максимум, °C | 21,1             | 22,2             | 23,9             | 26,7             | 29,4             | 34,4             | 37,8             | 38,3             | 37,2             | 30,0             | 26,1             | 21,1             | 29,1             |
| Середній мінімум, °C  | 5,6              | 6,1              | 7,8              | 10,0             | 11,7             | 15,0             | 17,8             | 18,9             | 17,8             | 15,0             | 9,4              | 6,1              | 11,8             |
| --------------------- | ---------------- | ---------------- | ---------------- | ---------------- | ---------------- | ---------------- | ---------------- | ---------------- | ---------------- | ---------------- | ---------------- | ---------------- | ---------------- |
| Джерело:              |                  |                  |                  |                  |                  |                  |                  |                  |                  |                  |                  |                  |                  |

## Демографія
Згідно з переписом 2010 року, у місті мешкали 53 104 особи в 15 471 домогосподарстві у складі 12 542 родин. Густота населення становила 1085 осіб/км².  Було 16578 помешкань (339/км²).
Расовий склад населення:
| - 52,4 % — білих - 11,1 % — чорних або афроамериканців - 7,4 % — азіатів - 1,0 % — корінних американців - 0,3 % — вихідців з тихоокеанських островів - 22,3 % — осіб інших рас |

До двох чи більше рас належало 5,4 %. Частка іспаномовних становила 48,1 % від усіх жителів.
За віковим діапазоном населення розподілялося таким чином: 31,9 % — особи молодші 18 років, 60,4 % — особи у віці 18—64 років, 7,7 % — особи у віці 65 років та старші. Медіана віку мешканця становила 30,6 року. На 100 осіб жіночої статі у місті припадало 95,1 чоловіків;  на 100 жінок у віці від 18 років та старших — 91,3 чоловіків також старших 18 років.
Середній дохід на одне домашнє господарство  становив 73 307 доларів США (медіана — 53 851), а середній дохід на одну сім'ю — 76 483 долари (медіана — 57 385). Медіана доходів становила 46 096 доларів для чоловіків та 40 481 долар для жінок. За межею бідності перебувало 20,7 % осіб, у тому числі 30,9 % дітей у віці до 18 років та 7,0 % осіб у віці 65 років та старших.
Цивільне працевлаштоване населення становило 22 003 особи. Основні галузі зайнятості: освіта, охорона здоров'я та соціальна допомога — 23,9 %, роздрібна торгівля — 14,1 %, мистецтво, розваги та відпочинок — 11,9 %.